# 鹿児島アリーナ
鹿児島アリーナ（かごしまアリーナ、英語: Kagoshima Arena）は、鹿児島県鹿児島市永吉一丁目にあるスポーツ施設。鹿児島アリーナ条例に基づき鹿児島市が設置している。
命名権導入により、2020年4月より愛称を『西原商会アリーナ』(にしはらしょうかいアリーナ、英語: Nishihara-Shokai Arena)としている。

## 概要
旧鹿児島刑務所跡地に1992年（平成4年）に建設された多目的アリーナで、広場には旧鹿児島刑務所の正門が残る。
旧鹿児島刑務所は明治期には五大監獄の一つであったが、第二次世界大戦後に周辺の宅地化が進んで都市計画に支障が生じたことから、1971年（昭和46年）に鹿児島市は国に移転を申し入れた。その結果、国が鹿児島市に敷地を譲渡し、鹿児島市が見返りに新刑務所を建設して交換する建築交換方式がとられることとなった。その後、鹿児島市は鹿児島刑務所跡地施設基本計画を策定し、それに沿って鹿児島アリーナが建設された。
老朽化によるメインアリーナのつり天井耐震化とプロスポーツ観戦に対応するため、2024年（令和6年）10月から改修工事に入る計画がされており、2024年（令和6年）5月31日に天井工事の入札の公告が行われたが、参加する共同企業体がなく中止となった。入札方法とリニューアル計画の再検討が行われることになり、改修工事は2026年度以降に延期されている。

### 施設命名権
2019年12月に鹿児島市は「鹿児島アリーナ」について、鹿児島市に本社を置く業務用食品卸商社・西原商会とネーミングライツ契約を締結し、愛称を『西原商会アリーナ』とすることを発表した。期間は第1期が2019年12月18日から2025年3月31日までの5年3か月、第2期は2025年4月1日から2030年3月31日の5年間。ただし愛称の使用開始は2020年4月1日からとなる。ネーミングライツ料は年額1500万円。

## メインアリーナ
外観は古代円形劇場をイメージしており、国際大会、全国大会など大規模のスポーツ大会を行うことができる。移動観覧席システムを備え、最大5,700席を確保することが可能。舞台音響、舞台照明、舞台機構、空調なども備え、講演会やコンサート、展示会の会場としても利用できる。Bリーグ・鹿児島レブナイズがホームアリーナとして使用している。
- 競技面積：42m×65m、高さ18m
- バレーボールコート4面、バスケットボールコート3面、バドミントンコート12面
- 体操、テニス、卓球

## サブアリーナ
2階の回廊をランニングコースとして整備している。
- 競技面積：36m×28m、高さ15m
- バレーボール2面、バスケットボール1面、バドミントン6面

## その他の施設
- 武道場（柔道場2面、剣道場2面）
- 弓道場（近的、10人立、客席あり）
- トレーニング室
- EX（エクササイズ）スタジオ
- 健康体力相談室
- 会議室

## 建造物
- 竣工：1992年10月15日
- 開場：1992年10月20日
- 構造：鉄骨鉄筋コンクリート造、鉄骨造
- 地上3階、地下1階

## アクセス

### 鉄道
JR鹿児島中央駅より徒歩40分。

### 交通
- 鹿児島市営バス、鹿児島交通、JR九州バス「中草牟田」バス停より徒歩約3分
- 鹿児島市営バス（13・21両番線）「鹿児島アリーナ前」バス停より徒歩約1分

### 自家用車
- 有料駐車場あり